# Propsednura
Propsednura är ett släkte av insekter. Propsednura ingår i familjen Pyrgomorphidae.
Kladogram enligt Catalogue of Life:
| Propsednura | \| \| Propsednura eyrei \| \| \| \| \| \| Propsednura peninsularis \| \| \| \| |
|             | \| \| Propsednura eyrei \| \| \| \| \| \| Propsednura peninsularis \| \| \| \| |
|             | Propsednura eyrei                                                              |
|             |                                                                                |
|             | Propsednura peninsularis                                                       |
|             |                                                                                |